# Тассен, Рене-Проспер

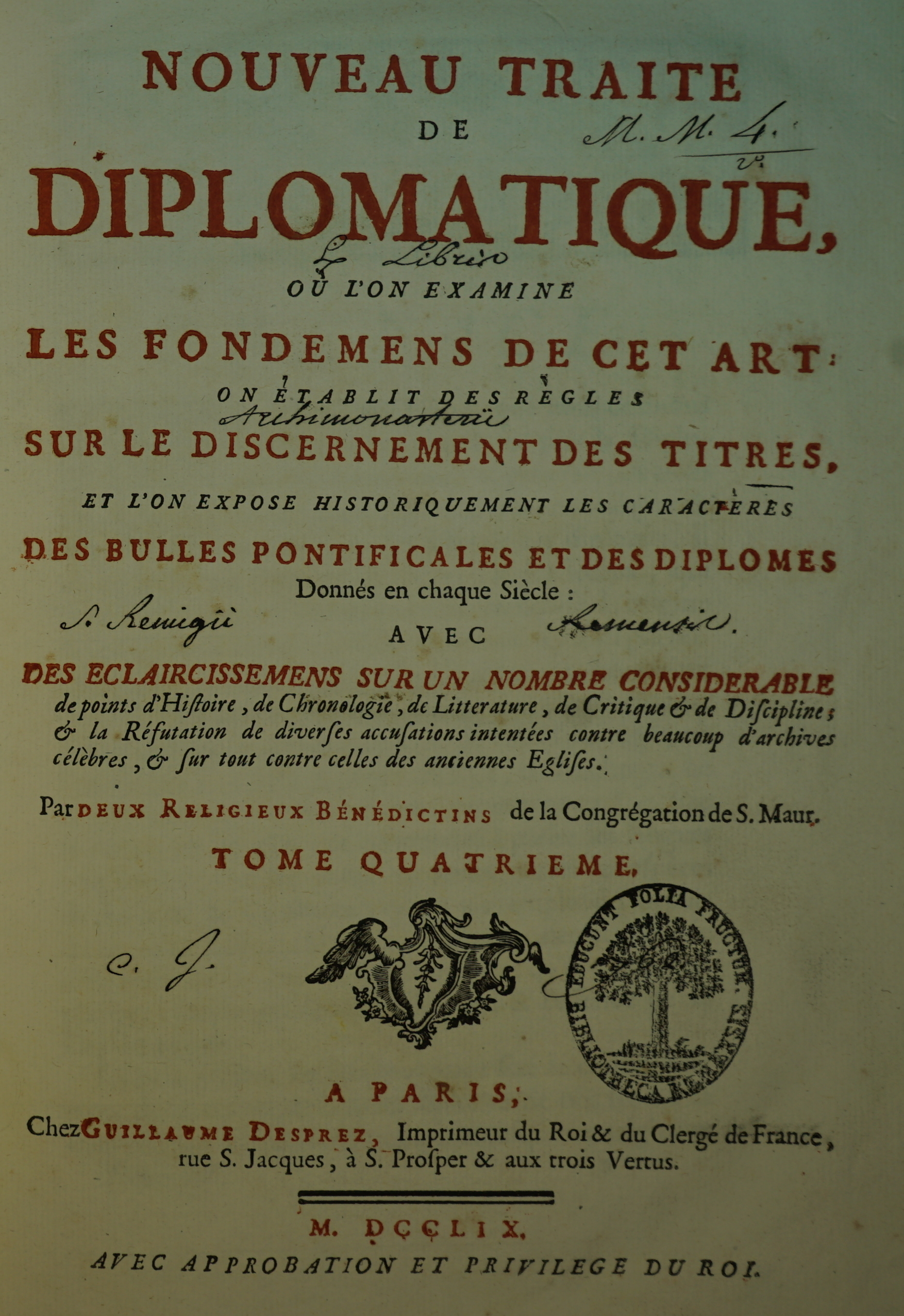
Nouveau traité de diplomatique (1759)

Рене-Проспер Тассен (фр. René Prosper Tassin; 17 ноября 1697, Лонле-л’Аббе, Епархия Ле-Мана — 10 сентября 1777, Париж) — французский учёный монах-бенедиктинец, историк дипломатии.
Принял постриг в 1718 году. Служил монахом в аббатстве Сен-Уан в Руане, затем в аббатстве Блан-Манто в Париже. В течение двадцати двух лет работал со своим другом монахом Тустеном над изданием произведений святого Феодора Студита.
Автор обширных трудов по дипломатике: «Nouveau traité de diplomatique» (Новая черта дипломатии в шесть томах, 1750—1765) и «Histoire littéraire de la congrégation de Saint-Maur» (1770).